# Доній Мекиняр
44°34′ пн. ш. 15°40′ сх. д. / 44.57° пн. ш. 15.67° сх. д.
Доній Мекиняр (хорв. Donji Mekinjar) — населений пункт у Хорватії, у Лицько-Сенській жупанії у складі громади Удбина.

## Населення
Населення за даними перепису 2011 року становило 31 осіб.
Динаміка чисельності населення поселення:

## Клімат
Середня річна температура становить 8,32 °C, середня максимальна – 22,80 °C, а середня мінімальна – -7,83 °C. Середня річна кількість опадів – 1250 мм.
| Клімат поселення                              | Клімат поселення | Клімат поселення | Клімат поселення | Клімат поселення | Клімат поселення | Клімат поселення | Клімат поселення | Клімат поселення | Клімат поселення | Клімат поселення | Клімат поселення | Клімат поселення | Клімат поселення |
| Показник                                      | Січ.             | Лют.             | Бер.             | Квіт.            | Трав.            | Черв.            | Лип.             | Серп.            | Вер.             | Жовт.            | Лист.            | Груд.            |                  |
| Середній максимум, °C                         | 5,56             | 6,75             | 10,20            | 14,33            | 18,95            | 22,45            | 22,80            | 22,50            | 18,31            | 13,76            | 8,48             | 4,19             |                  |
| Середня температура, °C                       | −1,14            | 0,07             | 3,49             | 7,65             | 12,26            | 15,74            | 18,10            | 17,80            | 13,59            | 9,06             | 3,77             | −0,51            |                  |
| Середній мінімум, °C                          | −7,83            | −6,64            | −3,2             | 0,94             | 5,56             | 9,06             | 13,38            | 13,08            | 8,88             | 4,34             | −0,96            | −5,23            |                  |
| Норма опадів, мм                              | 91               | 92               | 93               | 105              | 92               | 91               | 67               | 81               | 122              | 135              | 156              | 125              |                  |
| Середньомісячна швидкість вітру, м/с          | 2.12             | 2.23             | 2.46             | 2.41             | 2.21             | 1.98             | 1.96             | 1.86             | 1.94             | 2.08             | 2.31             | 2.36             |                  |
| Середньомісячна сонячна радіація, кДж/м²·день | 4696             | 7412             | 10900            | 15326            | 19472            | 21599            | 23122            | 20051            | 14769            | 9531             | 5080             | 3852             |                  |
| --------------------------------------------- | ---------------- | ---------------- | ---------------- | ---------------- | ---------------- | ---------------- | ---------------- | ---------------- | ---------------- | ---------------- | ---------------- | ---------------- | ---------------- |
| Джерело:                                      |                  |                  |                  |                  |                  |                  |                  |                  |                  |                  |                  |                  |                  |